# 瀬谷隆雄
瀬谷 隆雄（せや たかお、1948年4月18日 - ）は、日本の実業家、馬主。
神奈川県川崎市に本社を置く通信設備業の武蔵野産業株式会社、東京都港区に本社を置く旅行業・株式会社キッズワールドの代表取締役会長を務める。

## 経歴
1948年、福島県出身。電気通信工事の技術者として、26歳の時に会社を立ち上げた。その後1972年に本土復帰した沖縄県で日本電信電話公社の下請けとして工事を担当、沖縄県内の有人島を3年以上かけ巡り、電話回線や通信の工事を行う。このことを契機に事業が成功したという。また当時、勤務していた石垣島に焼き鳥店が無かったことから、自ら島初となる焼き鳥店を開店。のちに那覇市にも出店した。
2013年には、東京都に旅行業を手掛ける株式会社キッズワールドを設立。

## 馬主活動

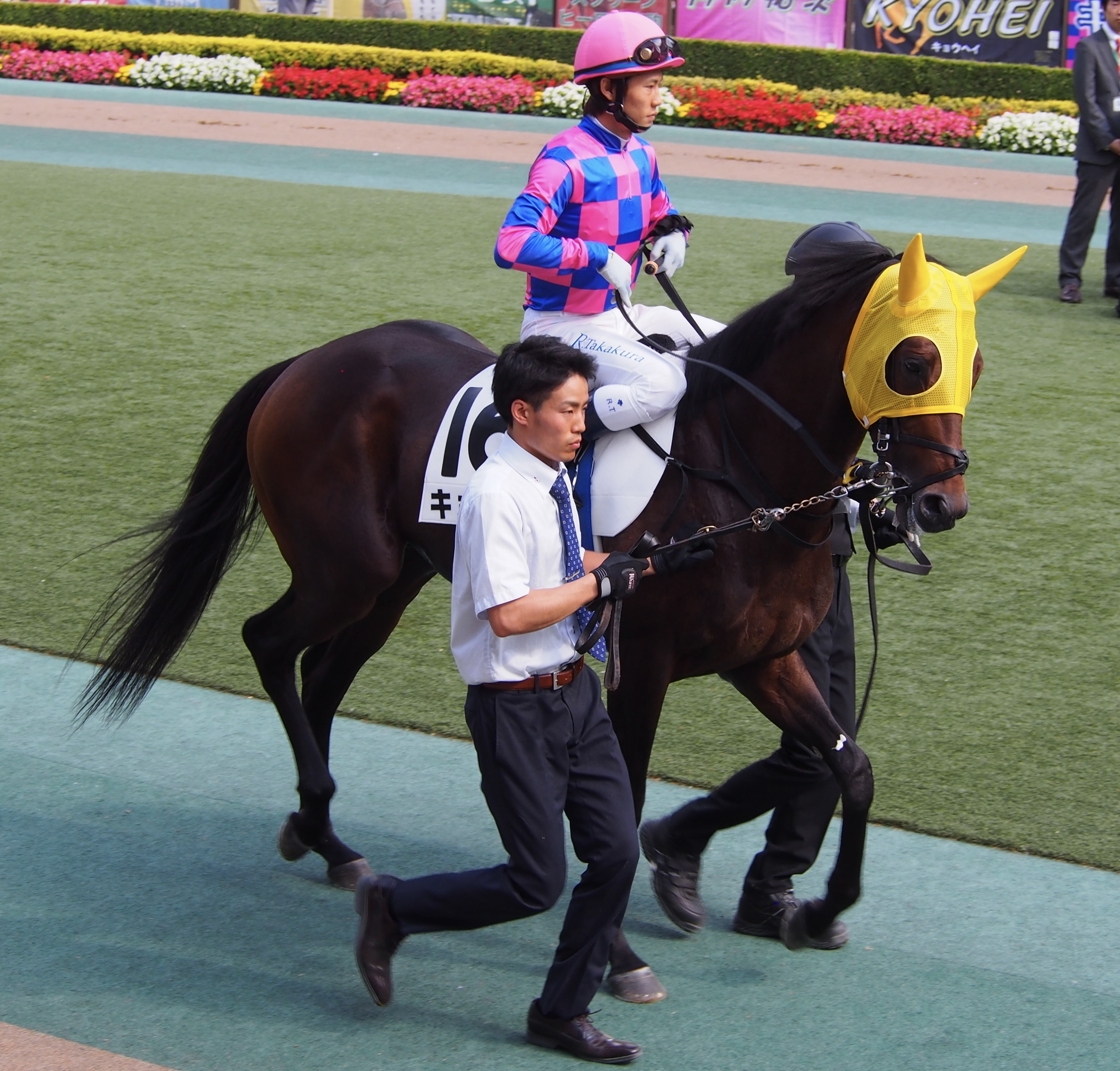
瀬谷の勝負服を着用した高倉稜、騎乗馬キョウヘイ

日本中央競馬会（JRA）および地方競馬全国協会（NAR）に登録している馬主としても知られる。勝負服の柄は青，桃元禄、冠名には「キッズ」を用いるが、近年はかつて仕事で恩がある沖縄の人々への感謝を込め、沖縄語（ウチナーグチ）に由来する馬名を命名することが多い。競馬記者で、琉球競馬を研究している梅崎晴光とも親しく、馬名も梅崎に相談しているという。このほか、孫や自身の職場の社員の名前に「チャン」をつけたという馬名も多い。
馬主活動のスタンスとして、所有馬が好走しても外国人騎手への乗り替わりなどはせず、これまで騎乗してきた騎手を重んじていると語っている。

### エピソード
2017年のシンザン記念を制したキョウヘイの馬名は、がんのために21歳で死去した競馬ファンの青年の名前に由来しており、青年の母親のブログで彼が競馬好きだったことを知った瀬谷が、母親の許可を得て命名したもの。青年は、好きだったシンザンの馬名が入った2005年のこのレースを最後に競馬場へ来場しないまま、10月に亡くなったという。レース後の表彰式には、瀬谷に背中を押された青年の母親が式台に立った。

## 主な所有馬

### 重賞競走優勝馬
太字はJRA重賞。
- キッズブルーム（2005年ウイナーカップ）
- キョウヘイ（2017年シンザン記念）
- ユッコ（2017年シアンモア記念）
- ヒロシクン（2024年みちのく大賞典、青藍賞、トウケイニセイ記念、2025年赤松杯、シアンモア記念）

### その他の所有馬
- キープユアスマイル（2006年紫苑ステークス2着）
- ミオリチャン（2009年福島2歳ステークス2着、2010年アネモネステークス3着）
- サヤカチャン（2017年アルテミスステークス2着）